# Stenygrinum
Stenygrinum is een kevergeslacht uit de familie van de boktorren (Cerambycidae). De wetenschappelijke naam van het geslacht werd voor het eerst geldig gepubliceerd in 1873 door Bates.

## Soorten
Stenygrinum is monotypisch en omvat slechts de volgende soort:
- Stenygrinum quadrinotatum Bates, 1873